# اوتاکه، هیروشیما
اوتاکه در استان هیروشیما در کشور ژاپن واقع شده‌است  که دارای جمعیت ۲۹٬۶۶۵ نفر و مساحت ۷۸٫۵۵ کیلومتر مربع با تراکم جمعیت ۳۷۸  نفر در کیلومترمربع است و در تاریخ ۱ سپتامبر ۱۹۵۴ به عنوان شهر شناخته شد.